# 巴库埃勒
巴库埃勒（法語：Bacouël，法語發音：[bakwɛl]）是法国瓦兹省的一个市镇，属于克莱蒙区。

## 地理
巴库埃勒（49°37'8"N, 2°23'9"E）面积5.48 平方千米，位于法国上法蘭西大區瓦兹省，该省份为法国北部内陆省份，北起索姆省，西接厄尔省和滨海塞纳省，南至塞纳-马恩省和瓦兹河谷省，东临埃纳省。
与巴库埃勒接壤的市镇（或旧市镇、城区）包括：舍普瓦、勒梅尼勒圣菲尔曼、塔尔蒂尼。

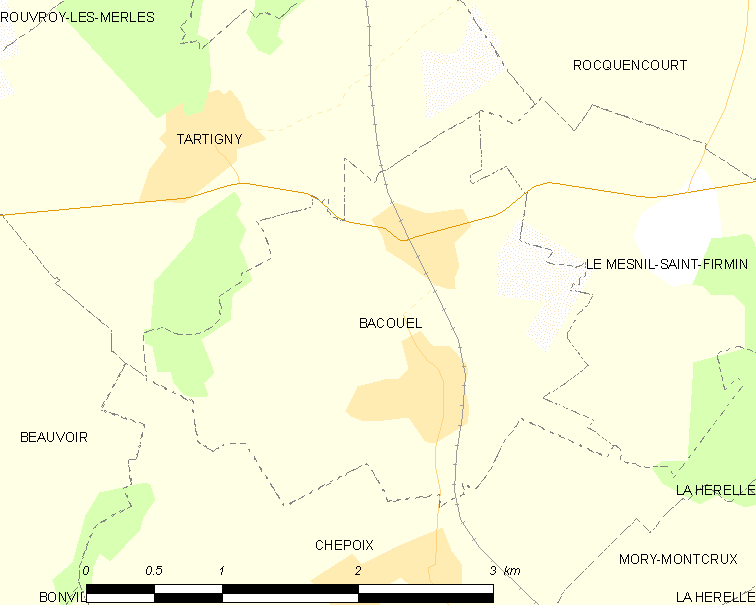
巴库埃勒的OSM定位图

巴库埃勒的时区为UTC+01:00、UTC+02:00（夏令时）。

## 行政
巴库埃勒的邮政编码为60120，INSEE市镇编码为60039。

## 政治
巴库埃勒所属的省级选区为圣瑞斯特昂绍塞县。

## 人口

1962-2008年间巴库埃勒人口变化图示

巴库埃勒于2022年1月1日时的人口数量为479人。